# Società Veneziana di Ginnastica Costantino Reyer
La Società Veneziana di Ginnastica Costantino Reyer era una società di ginnastica italiana, con sede a Venezia. È, inoltre, considerata la prima realtà calcistica di Venezia, in quanto al suo interno si cominciò a praticare la disciplina del football sin dal 1904. Nel 1907 la sezione calcistica della Reyer si fuse con la Società Ginnastica Marziale, dando origine al Venezia Foot-Ball Club.

## Storia

### Le origini
Fondato a Venezia nel 1872 dall'insegnante di ginnastica Pietro Gallo, col nome di Società Veneziana di Ginnastica Costantino Reyer, in onore di uno stimato collega ed amico e, inizialmente, orientato alla diffusione della pratica ginnica, il sodalizio aprì presto ad altre discipline ludiche e sportive fino al 1925, data di costituzione della sezione sociale di pallacanestro.
Come "prima Veneta nata" (1872) la Reyer si autoproclamerà gestore dei giochi per il Veneto per la FGI (Federazione Ginnastica Italiana). 
L'intero Palazzo Diedo a Cannaregio viene dato alla Reyer dall'amministrazione comunale onde potervi svolgere tutte le attività sia di ginnastica che organizzative.
Alla ginnastica si sommano, nel tempo, altre e svariate discipline sportive che vanno dalla scherma al sollevamento pesi, dall’atletica al canottaggio, per finire con la boxe, la lotta ed altri giochi come la palla vibrata.
La Reyer parteciperà al "Concorso Interprovinciale Ginnastico" e alla "Gara Nazionale dei Giuochi Ginnastici" di Treviso dal 6 all'8 settembre 1896. Al "Concorso Ginnastico" sarà premiata con la "medaglia media d'argento" e con la "medaglia grande d'argento" nella gara per "allievi di scuole e società", e si classificherà 4ª nella "gara libera a squadre".
Come gestore dei giochi per il Veneto, la Reyer organizzerà il primo torneo italiano di calcio ginnastico della FGNI svoltosi a Treviso dal 6 al 8 settembre 1896.

### La fondazione della sezione calcio
La sezione calcio della Reyer viene fondata nel 1904. 
A Padova il 15 maggio 1904 partecipa al Campionato Veneto di calcio FGI (con i giocatori prestati dalla Marziale Mestre con la quale vi era l'accordo per concedere poi ai mestrini le due partite ufficiali che attendevano sin dal 1892, e che la Reyer appunto come gestore dei giochi del Veneto non aveva ancora concesso), scontrandosi con il Vicenza. La finale del Campionato Veneto, giocata da due sole squadre, vede dapprima il pareggio per 2-2 (anche dopo il tempo supplementare) e poi la ripetizione della partita, con la vittoria del Vicenza per 4-2 (2-1 a fine primo tempo).
Ritroviamo poi la Reyer (questa volta con i propri giocatori) alle semifinali del Campionato Veneto FGI 1907 a Venezia, il 7 aprile 1907 contro la Marziale Mestre, partita che perde 3-2.

### La fusione con la Marziale e la nascita del Venezia Foot-Ball Club
Il 14 dicembre 1907 a Venezia avviene la fusione delle sezioni calcistiche di due società sportive, la Società Ginnastica Marziale e la Costantino Reyer, dalla quale nasce il Venezia Foot-Ball Club. Il luogo prescelto dai fondatori (da una ventina di praticanti ed appassionati) per dar vita alla nuova realtà calcistica è l'ormai scomparsa trattoria "Da Nane in Corte dell'Orso", a due passi dal centrale campo San Bartolomeo.

### La società di ginnastica, la nascita della sezione pallacanestro e la successiva estinzione della società di ginnastica
Dopo la fusione e cessazione della sezione calcio, la Società di Ginnastica Costantino Reyer prosegue la propria attività in tutte le altre discipline praticate, e nel 1914 ottiene l'uso a Palestra di un edificio storico veneziano eretto a Cannaregio dal Sansovino nel XVI secolo, l'edificio della Scuola Grande della Misericordia.
Nel 1925 avviene la fondazione della sezione pallacanestro, la cui prima esibizione si svolgerà il 14 giugno allo Stadio Francesco Baracca di Mestre: una gara ai tiri liberi contro le signore e signorine mestrine, vinta da quest'ultime.
Successivamente, al piano superiore della Misericordia, nel grandissimo salone caratterizzato da affreschi alle pareti, troverà spazio il campo da pallacanestro. Tale campo, proprio per la sua particolarità, è ancora considerato tutt'oggi uno dei templi storici della pallacanestro italiana.
Successivamente alla fondazione della sezione pallacanestro, la società di ginnastica continuerà a svolgere l'attività anche nelle altre discipline negli anni 1920 e 1930, ma poi nel dopoguerra si estinguerà come società di ginnastica, rimanendo attiva solamente la (separata) sezione pallacanestro.

## Colori
I colori sociali della Reyer erano il granata e l'oro, i colori storici della bandiera della Repubblica di Venezia. Il simbolo della Reyer era il Leone di San Marco, che era presente sullo stemma societario.
I colori della sezione calcistica della Reyer erano gli stessi.